# Drino cordata
Drino cordata là một loài ruồi trong họ Tachinidae.